# Anisotamia fasciata
Anisotamia fasciata är en tvåvingeart som först beskrevs av Samuel Wendell Williston  1901.  Anisotamia fasciata ingår i släktet Anisotamia och familjen svävflugor. Inga underarter finns listade i Catalogue of Life.